# Remmarsjön
Remmarsjön är en sjö i Örnsköldsviks kommun i Ångermanland och ingår i Gideälvens huvudavrinningsområde. Sjön är 14,4 meter djup, har en yta på 1,29 kvadratkilometer och befinner sig 234 meter över havet. Sjön avvattnas av vattendraget Remmarån (Häggsjöbäcken). Vid provfiske har bland annat abborre, gers, gädda och lake fångats i sjön.

## Delavrinningsområde
Remmarsjön ingår i det delavrinningsområde (708667-162049) som SMHI kallar för Utloppet av Remmarsjön. Medelhöjden är 290 meter över havet och ytan är 6,93 kvadratkilometer. Räknas de 19 avrinningsområdena uppströms in blir den ackumulerade arean 125,59 kvadratkilometer. Remmarån (Häggsjöbäcken) som avvattnar avrinningsområdet har biflödesordning 3, vilket innebär att vattnet flödar genom totalt 3 vattendrag innan det når havet efter 98 kilometer. Avrinningsområdet består mestadels av skog (58 procent). Avrinningsområdet har 1,43 kvadratkilometer vattenytor vilket ger det en sjöprocent på 20,6 procent.

## Fisk
Vid provfiske har följande fisk fångats i sjön:
- Abborre
- Gärs
- Gädda
- Lake
- Löja
- Mört
- Nors
- Sik